# Shanghai Sharks
O Shanghai Sharks é um clube profissional de basquetebol chinês, sediado em Xangai. A equipe disputa a divisão sul da Chinese Basketball Association .

## História
Foi fundado em 1996.

## Notáveis jogadores
- Xu Yong
- Yao Ming
- Saulius Štombergas
- Guerschon Yabusele
- Zaid Abbas
- Cheng Chih-lung
- George Ackles
- David Benoit
- Jermaine Dearman
- Devin Green
- Garret Siler
- Steven Hart
- Jimmer Fredette
- Michael Beasley